# Малий Дирчин
Ма́лий Дирчин — село в Україні, у Седнівській селищній громаді Чернігівського району Чернігівської області.